# Klaus Sahlgren
Klaus Aksel Sahlgren, född 11 augusti 1928 i Helsingfors, död 5 juli 2019 i Korpo, var en finländsk diplomat.
Sahlgren, som blev politices kandidat 1953, trädde 1955 i finska utrikesförvaltningens tjänst och var därefter stationerad bland annat i Kairo och Peking. Han var 1970–1975 ambassadör och ständig representant vid FN:s kontor i Genève, 1975–1982 biträdande generalsekreterare vid FN och vd för dess central för transnationella bolag samt 1982–1986 undergeneralsekreterare vid FN och exekutivsekreterare för ECE, världsorganisationens ekonomiska kommission för Europa. Sahlgren representerade Finland i olika handelspolitiska sammanhang, bland annat som ordförande i Efta/Finefta 1971 och 1974 samt som ordförande i GATT:s råd 1974–1975.
Efter pensioneringen slog Sahlgren sig ned i Korpo och var 1989–1993 ordförande för kommunstyrelsen och 1993–1994 för kommunfullmäktige.